# CBGB

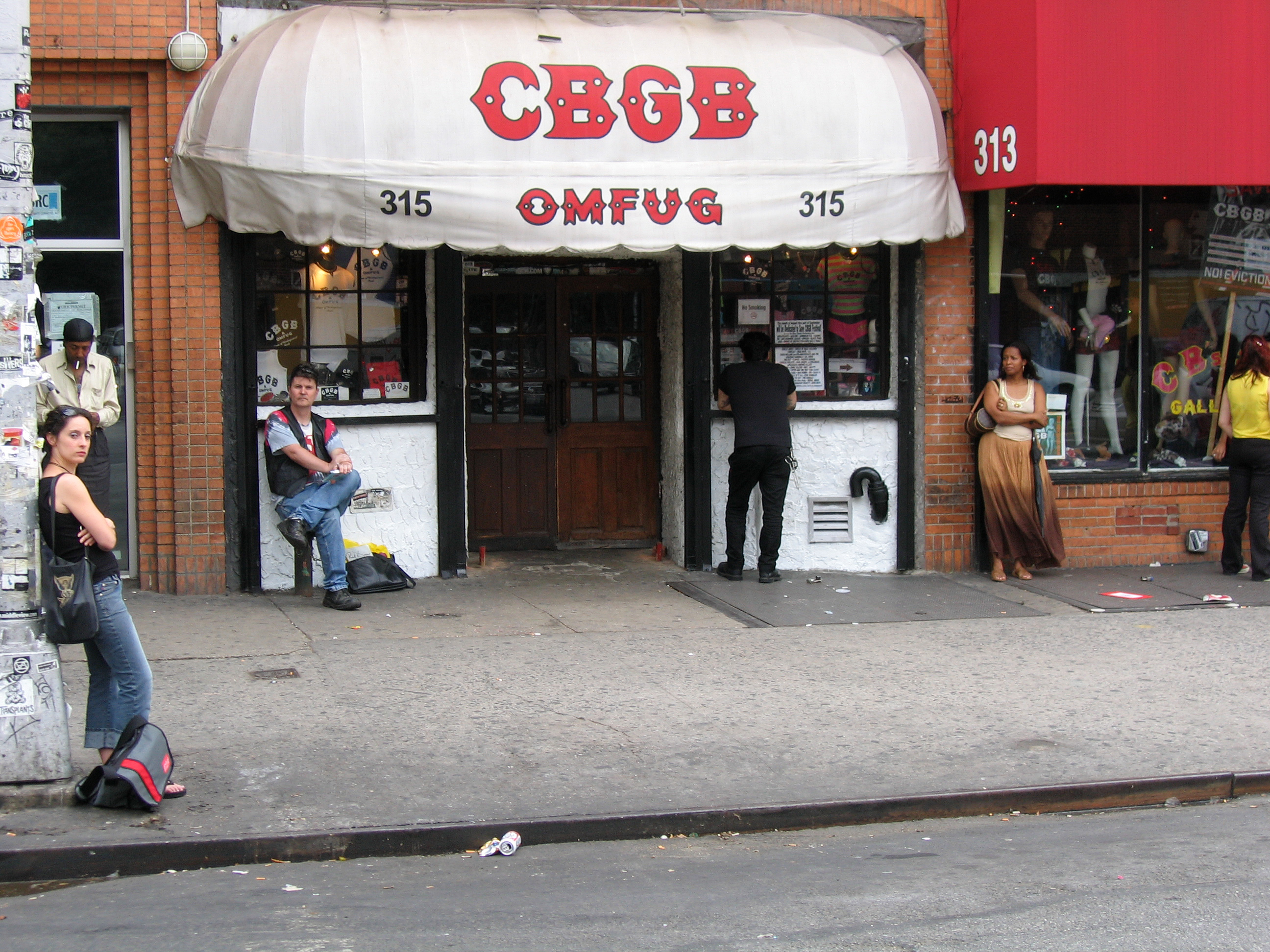
Il CBGB

Il CBGB, detto anche CBGB's o CB's, è stato un rock club situato nel Lower East Side di Manhattan all'indirizzo 315 di Bowery street a New York. Il nome completo è CBGB & OMFUG, sigla di Country Blue Grass Blues and Other Music For Uplifting Gourmandizers.

## Storia

### I primi anni Settanta

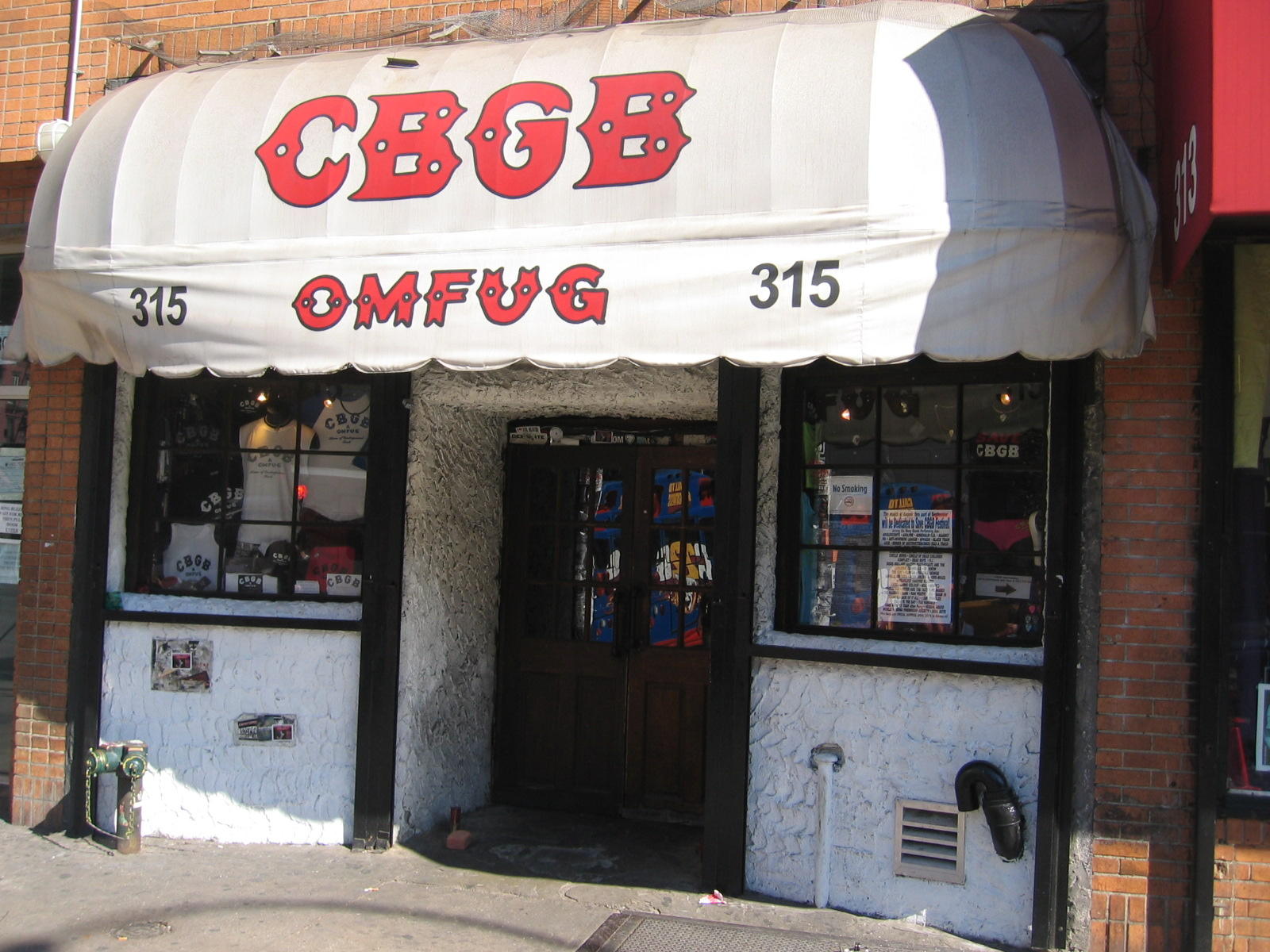
Il CBGB

Il CBGB aprì ufficialmente le sue porte il 10 dicembre 1973, negli stessi locali in cui dal 1969 al 1972 Hilly Kristal aveva gestito un altro bar, l'Hilly's a Bowery. Durante quell'anno di chiusura si dedicò esclusivamente al suo locale ad ovest, che risultava più remunerativo. Qualche tempo dopo però Kristal fu costretto a cessarne l'attività a causa dei reclami da parte dei residenti nella zona, e ritornò sulla Bowery.
L'obiettivo iniziale era quello di dar vita ad un locale dedicato a musica Country, Blues e Bluegrass (come dal nome), ma diventò universalmente famoso come punto di riferimento e luogo di nascita del punk statunitense e in particolare del New York punk.
Poiché l'edificio in cui trovava sede il Mercer Arts Center era crollato nell'agosto 1973, vi erano pochi ambienti a New York dove i gruppi underground potevano avere uno spazio per suonare, e alcune band che solitamente si esibivano al Mercer, come Suicide e Wayne County & the Electric Chairs, cominciarono a suonare spesso al CBGB. Tuttavia, il momento in cui il CBGB cominciò ad acquisire una certa notorietà fu nel 1974, con gruppi come i Television e soprattutto i Ramones e molti altri gruppi della scena punk newyorkese e non solo.
(Alan Parker, booklet del CD Ramones - Best of the Chrysalis Years)

### Seconda metà degli anni Settanta
Dopo il terzo concerto dei Television il 14 aprile 1974, esordirono nel locale anche Patti Smith e Lenny Kaye del Patti Smith Group il 14 febbraio 1975.  Accanto ai Television, debuttarono altre band come i Stillettos (di cui faceva parte anche la futura cantante dei Blondie, Debbie Harry), che era il gruppo spalla dei Television il 5 maggio 1974, i Blondie formati di recente (originariamente sotto il nome dei Angel & the Snakes) ed i Ramones che debuttarono nel marzo del 1974.
Dead Boys, Mink DeVille, Talking Heads, Tuff Darts, The Shirts, The Heartbreakers, The Fleshtones, suonarono tutti in rapida successione nell'arco di breve tempo. Il locale ha continuato ad ospitare molte band punk, Proto-punk e New wave nel corso degli anni.

### Anni Ottanta

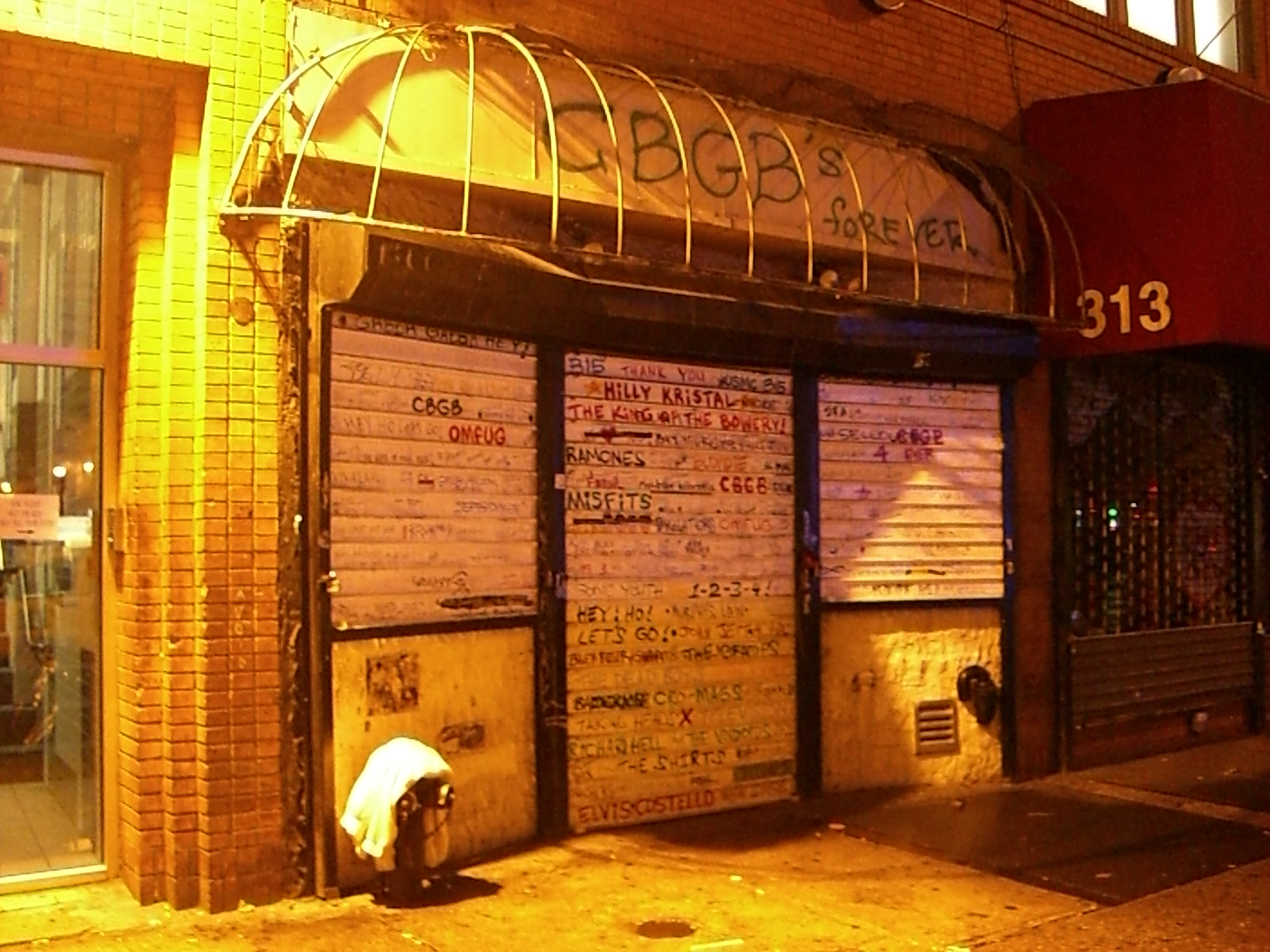
Il CBGB dopo la chiusura

Benché il CBGB sia considerato come un punto di riferimento per le band estere venute a New York, la scena che ha mantenuto il locale vivo durante gli anni ottanta era la scena underground dell'Hardcore punk e in particolare il New York hardcore. Le domeniche al CBGB erano dedicate al Matinee Day dove si esibivano band Hardcore punk dal pomeriggio fino all'ora di cena. Solitamente l'ingresso era libero, o poco costoso.

Nel corso degli anni, a causa delle violenze provocate ai concerti Hardcore dentro e fuori dal locale, Kristal fu costretto a non promuovere più il Matinee Day' e dal 1990, il CBGB non ha più organizzato concerti Punk o Hardcore. Il CBGB successivamente ha accettato band hardcore punk diverse volte negli anni '90, senza imporre delle regole precise riguardo al genere delle band, ma mai con la regolarità di un tempo. 

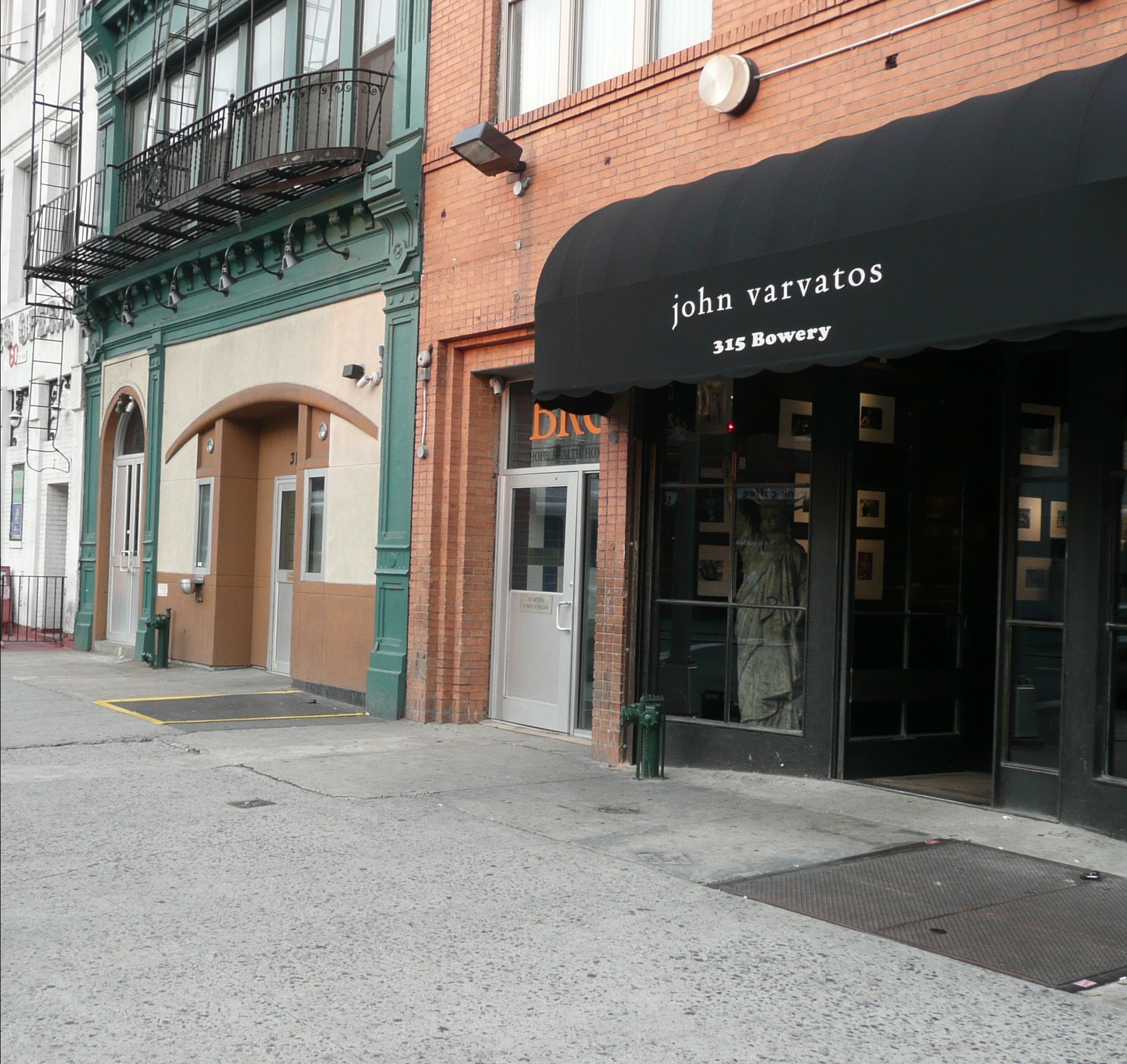
L'ex CBGB oggi

Alcune Hardcore punk band leggendarie che suonarono al Matinee Day del CBGB includono Gorilla Biscuits, Cro-Mags, Agnostic Front, Sick of It All, Rest In Pieces, Warzone, Urban Waste, Youth of Today, Murphy's Law, Leeway, Sheer Terror, Minor Threat, e Killing Time.

### Anni novanta e duemila
Il CBGB ha chiuso il 30 settembre 2006 dopo una lunga battaglia legale con i proprietari dell'immobile di Bowery.
Il proprietario Hilly Kristal comunicò la notizia che avrebbe riaperto il CBGB a Las Vegas nel 2008 annunciando: «Ho preso tutto, i banconi, il palco, i cessi dove Joey Ramone ha fatto la pipì insieme a me. Ho preso tutto ciò che ha fatto di questo posto il CBGB». Ma Hilly Kristal non potrà mantenere la sua promessa: morirà il 28 agosto 2007 per le complicanze di un tumore ai polmoni. . 
Attualmente all'ex CBGB è presente un negozio d'abbigliamento (John Varvatos) ed una parte delle pareti con i poster originali è rimasta intatta.
John Varvatos ha creato, al fianco della vendita delle sue collezioni abbigliamento di ispirazione "Rock", un ambiente virtuale nel quale è possibile "entrare" nel CBGB prima della chiusura.

## Nei media
- La canzone dei Talking Heads "Life During Wartime " dichiara "Questo non è un Mudd Club o CBGB ..."
- I Rancid hanno girato il video per Red Hot Moon all'interno del locale[4]
- Nella clip di "Good Music" di Joan Jett & The Blackhearts , Joan Jett salta una cena in un locale di lusso per fare un concerto al CBGB
- Una scena nel film di Woody Allen Hannah e le sue sorelle che coinvolge Allen e Dianne Wiest è stata girata al CBGB
- Il film Bandslam - High School Band (2009) riprende il CBGB
- Nel film SOS - Summer of Sam di Spike Lee si vede l'esterno del locale
- Viene citato nella canzone "Fiesta Baby" di Max Pezzali, contenuta nell'album "Terraferma" del 2011
- Viene citato nell'episodio 11 della quarta stagione di Gilmore Girls (Una mamma per amica) quando Lane deve esibirsi insieme al suo gruppo per una serata.